# Petre P. Carp
Petre P. Carp (29 juin 1837 - 19 juin 1919) est un homme d'État, politologue et homme de lettres roumain.

## Biographie
Né à Iași en Moldavie, il fait ses études en Allemagne. Il est d'abord nommé conseiller d'État sous le prince Cuza et fonde Le Pays roumain, journal opposé aux libéraux.
En 1871, il participe au cabinet dirigé par Lascăr Catargiu et en 1883 dans celui de Ion C. Brătianu. À la chute de ce dernier (1888), il devient ministre des Affaires étrangères dans les gouvernements de Teodor Rosetti et de Lascăr Catargiu, puis il prend la tête du Parti constitutionnel. Par la suite, il devient à deux reprises président du Conseil des ministres (du 19 juillet 1900 au 27 février 1901 puis du 14 janvier 1911 au 10 avril 1912).
Opposé à la politique russe dans les Balkans, il pousse la Roumanie à se rapprocher de la Triplice. Au conseil du 3 août 1914, il milite pour l'entrée en guerre de son pays contre les Alliés. Isolé et mis à l'écart des affaires d'État, il continue néanmoins à œuvrer pour les Empires centraux. Il meurt peu après la fin de la guerre.